# اطلاعات (روزنامه)
اطلاعات روزنامه سیاسی، فرهنگی، اجتماعی، اقتصادی و قدیمی‌ترین روزنامه در حال انتشار ایران است. این روزنامه شامگاه روز یکشنبه ۱۹ تیر ۱۳۰۵ خورشیدی در تهران برای نخستین بار چاپ شد.
اطلاعات به مدت ۸۴ سال در نوبت عصر چاپ می‌شد، اما در سال ۱۳۸۹ نوبت چاپ به صبحگاه تغییر کرد.
در رتبه‌بندی روزنامه‌های ایران بر پایهٔ عملکردشان در بازهٔ نیمه دوم ۱۳۹۴ توسط وزارت فرهنگ و ارشاد اسلامی اطلاعات با ۷۰٬۹۴ امتیاز، رتبهٔ هفتم را داشت.
این روزنامه به عنوان نخستین مبتکر توزیع روزانه از طریق پست در محل مورد نظر مشترک و در کوتاه‌ترین زمان ممکن شناخته می‌شود که با بیش از ۷۵۰ نمایندگی، اطلاعات را تا دورترین نقاط ایران، توزیع می‌کنند.

## تاریخچه
نخستین بار در ساختمانی در خیابان علاءالدوله (فردوسی فعلی)، دفتری با نام دفتر اطلاعات توسط عباس مسعودی درست شد که کارش تهیه و تنظیم خبرهای سیاسی و حوادث روز، برای نشریه‌های گوناگون آن دوران بود.
سه سال بعد از تأسیس دفتر اطلاعات، سرپرست آن از وزارت معارف خواستار دریافت امتیاز تأسیس روزنامه شد.

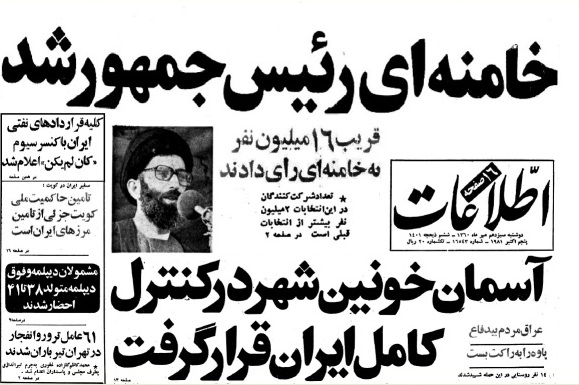
تیتر روزنامه اطلاعات در ۱۳ مهر ۱۳۶۰ - خامنه‌ای رئیس‌جمهور شد.

### اوج‌گیری
روزنامه اطلاعات در آغاز فقط در دو صفحه منتشر می‌شد و تیراژ آن ۵۰۰ نسخه بود، اعضای کادر آن نیز به جز سرپرست و مدیر روزنامه، فقط دو نفر بودند اما به تدریج این مرکز گسترش یافت و با گذشت زمان، محدودهٔ کارش از انتشار یک روزنامه بسیار فراتر رفت تا آن‌جا که به صورت یکی از بزرگ‌ترین موسسه‌های فرهنگی خاورمیانه درآمد. اطلاعات بین‌المللی، جوانان امروز، اطلاعات هفتگی (قدیمی‌ترین مجلهٔ ایران که از ابتدای فروردین سال ۱۳۲۰ منتشر می‌شود)، روو دو تهران (Revue de Téhéran) (به فرانسه)، دنیای ورزش، اطلاعات علمی و ماهنامه سیاسی-اقتصادی از نشریات وابسته به این مؤسسه می‌باشند.

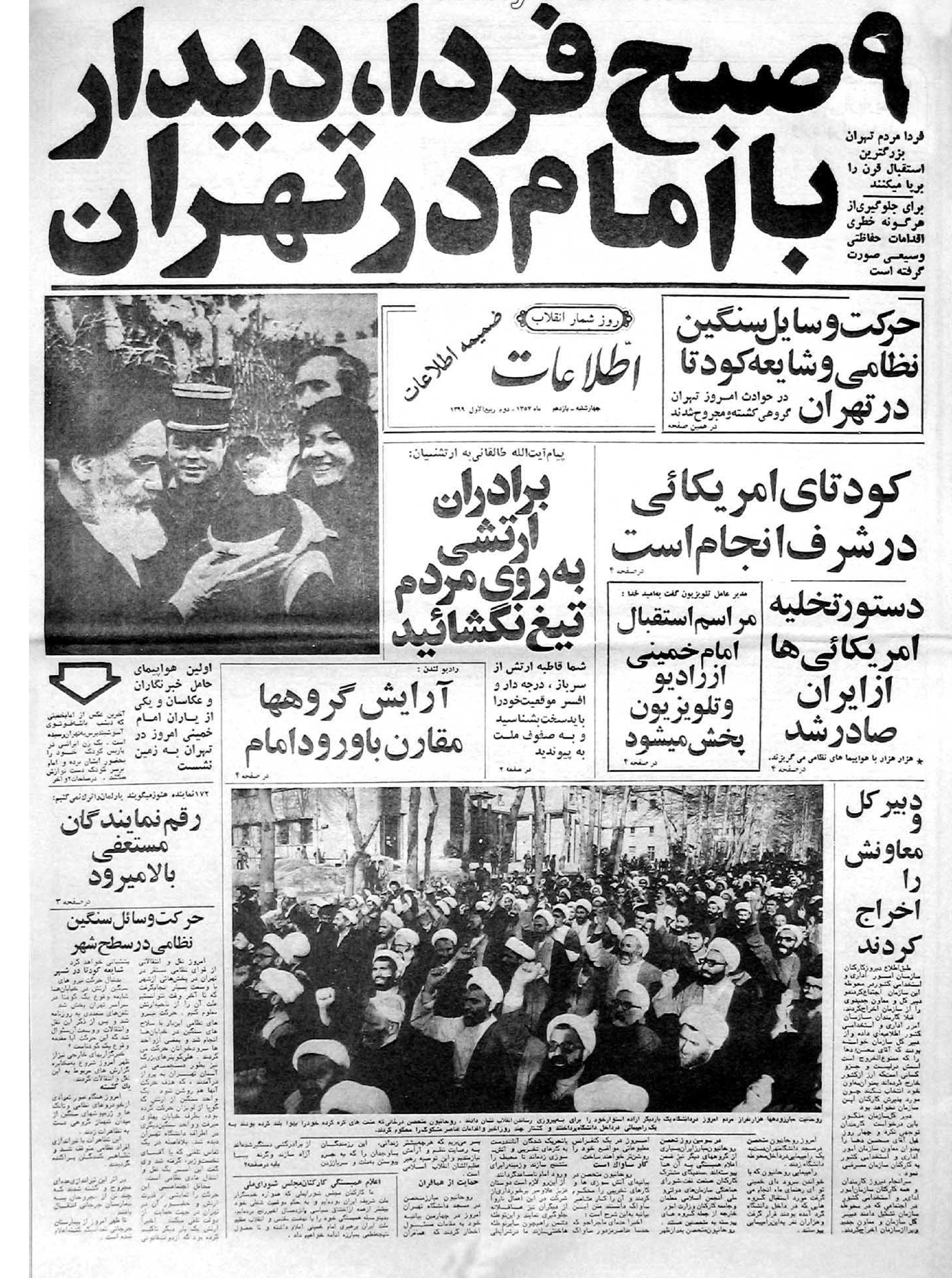
صفحه اول روزنامه اطلاعات در ۱۱ بهمن ۱۳۵۷ یک روز پیش از ورود روح‌الله خمینی به ایران

### پس از انقلاب
پس از پیروزی انقلاب اسلامی ایران، مؤسسه اطلاعات به همراه مؤسسه کیهان به بنیاد مستضعفان واگذار شد. پس از مدتی این دو مؤسسه زیر نظر ولی فقیه قرار گرفت و سید محمود دعایی در اردیبهشت ۱۳۵۹ به عنوان نمایندهٔ ولی فقیه و سرپرست این مؤسسه منصوب شد که تا پایان عمرش (۱۵ خرداد ۱۴۰۱) این سمت را برعهده داشت.
پس از او سید عباس صالحی نماینده ولی فقیه و مدیر مسئول روزنامه اطلاعات از سال ۱۴۰۱ تا ۱۴۰۴ بود. در خرداد سال ۱۴۰۴ رهبر ایران، عبدالرضا ایزدپناه را به‌عنوان مدیر مسئول روزنامه اطلاعات منصوب کرد.
ستون «دو کلمه حرف حساب» که از دههٔ ۱۳۶۰ در روزنامه اطلاعات به قلم کیومرث صابری فومنی (گل آقا) منتشر شد به پیشی گرفتن این روزنامه از رقیب دیرین خود کیهان انجامید و زمینهٔ انتشار هفته‌نامهٔ طنز گل آقا در سال‌های بعد شد.
از جمله مقالات چاپ شدهٔ این روزنامه می‌توان به «دوران عقلانیت»، پس از پذیرش قطعنامهٔ ۵۹۸ توسط ایران، «ارتش بیست میلیونی چه گفت»، پس از انتخاب سید محمد خاتمی به ریاست جمهوری در سال ۱۳۷۶، انتقاد از مواضع سیاسی محمدتقی مصباح یزدی (در دو مقطع، یکی در نقد تئوریزه کردن خشونت در اسلام در سخنرانی‌های پیش از خطبه‌های نماز جمعه تهران در دههٔ هفتاد و دیگری در حمایت بی چون و چرا از محمود احمدی‌نژاد)، «فقه و سیاست یا بی سیاستی»، در انتقاد از رد صلاحیت‌های گستردهٔ شورای نگهبان از نامزدهای انتخابات مجلس شورای اسلامی و مجلس خبرگان، و «منکراتی به نام نهی از منکر»، در زیر سؤال بردن مبانی فقهی و حقوقی تعزیر شرکت‌کنندگان در پارتی شبانهٔ دانشجویان در قزوین، اشاره کرد. مجموعه مقالات «محرمان خلوت انس با قرآن» و «هفته خونی» نیز از مقالات منتشر شدهٔ این روزنامه بود که توسط انتشارات اطلاعات به صورت کتاب منتشر شده‌است.

## ساختمان مرکزی

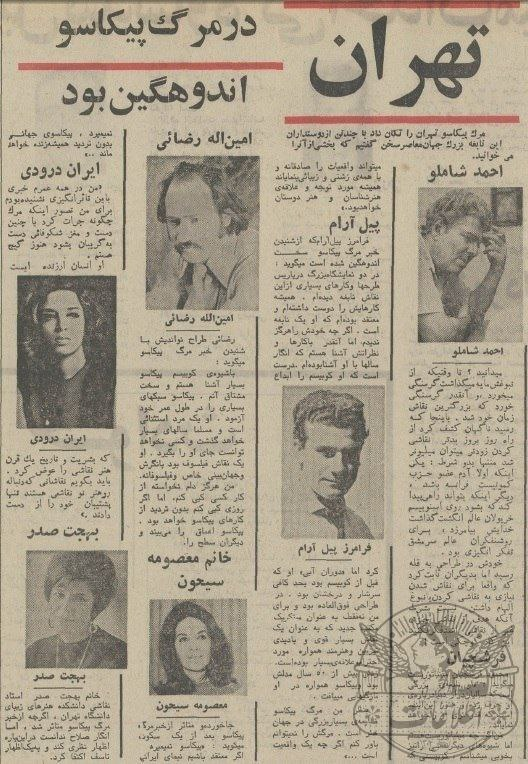
ویژه‌نامه روزنامه اطلاعات، درباره مرگ پابلو پیکاسو، با سخنانی از احمد شاملو، فرامرز پیلارام، امین‌الله رضایی، معصومه سیحون، ایران درودی، بهجت صدر

در ابتدای تأسیس روزنامه اطلاعات، مرکز روزنامه در نزدیکی میدان توپخانهٔ تهران قرار داشت.
اکنون مرکز روزنامه اطلاعات، در ساختمان ۱۰ طبقهٔ مؤسسه اطلاعات واقع در بلوار میرداماد تهران، خیابان دکتر مصدق جنوبی قرار داشته و خیابان فرعی متصل‌کننده خیابان میرداماد به مؤسسه اطلاعات به نام روزنامه اطلاعات نام‌گذاری شده‌است.